# Пайпстоун
Пайпстоун (англ. Pipestone) — сільський муніципалітет в Канаді, у провінції Манітоба.

## Населення
За даними перепису 2016 року, сільський муніципалітет нараховував 1458 осіб, показавши зростання на 0,8%, порівняно з 2011-м роком. Середня густина населення становила 1,3 осіб/км².
З офіційних мов обидвома одночасно володіли 50 жителів, тільки англійською — 1 380, а 5 — жодною з них. Усього 105 осіб вважали рідною мовою не одну з офіційних, з них 5 — українську.
Працездатне населення становило 72,5% усього населення, рівень безробіття — 3,4% (5,7% серед чоловіків та 0% серед жінок). 71,8% осіб були найманими працівниками, а 27,7% — самозайнятими.
Середній дохід на особу становив $41 665 (медіана $35 328), при цьому для чоловіків — $50 342, а для жінок $31 860 (медіани — $45 696 та $29 504 відповідно).
27% мешканців мали закінчену шкільну освіту, не мали закінченої шкільної освіти — 32%, 41% мали післяшкільну освіту, з яких 23% мали диплом бакалавра, або вищий, 10 осіб мали вчений ступінь.
| Статево-вікова структура населення | Статево-вікова структура населення | Статево-вікова структура населення | Статево-вікова структура населення | Статево-вікова структура населення |
| ---------------------------------- | ---------------------------------- | ---------------------------------- | ---------------------------------- | ---------------------------------- |
|                                    |                                    |                                    |                                    |                                    |
| Всього                             | Всього                             | 50,3%49,7%                         |                                    |                                    |
| 0 — 14 років                       | 0 — 14 років                       |                                    | 17,2%                              | 17,2%                              |
| 15 — 64 років                      | 15 — 64 років                      |                                    | 60,8%                              | 60,8%                              |
| 65 і більше                        | 65 і більше                        |                                    | 22%                                | 22%                                |
| 85 і більше                        | 85 і більше                        |                                    | 3,8%                               | 3,8%                               |
| Середній вік (років)               | Середній вік (років)               | 42,744,6                           | 43,6                               | 43,6                               |
| Медіана (років)                    | Медіана (років)                    | 44,747,1                           | 45,6                               | 45,6                               |
| — чоловіки — жінки                 |                                    |                                    |                                    |                                    |

| Походження мешканців:     | Походження мешканців:     | Походження мешканців: | Походження мешканців: | Походження мешканців: |
| ------------------------- | ------------------------- | --------------------- | --------------------- | --------------------- |
| Походження                |                           |                       | осіб                  | %                     |
| Корінні американці        | Корінні американці        |                       | 75                    | 5.12%                 |
| Інше північноамериканське | Інше північноамериканське |                       | 465                   | 31.74%                |
| Європейське               | Європейське               |                       | 1 220                 | 83.28%                |
| британське                | британське                |                       | 825                   | 56.31%                |
| французьке                | французьке                |                       | 155                   | 10.58%                |
| українське                | українське                |                       | 95                    | 6.48%                 |
| Латинськоамериканське     | Латинськоамериканське     |                       | 25                    | 1.71%                 |
| Азійське                  | Азійське                  |                       | 35                    | 2.39%                 |

| Зайнятість населення за галузями (за класифікацією NOC): | Зайнятість населення за галузями (за класифікацією NOC): | Зайнятість населення за галузями (за класифікацією NOC): | Зайнятість населення за галузями (за класифікацією NOC): | Зайнятість населення за галузями (за класифікацією NOC): |
| -------------------------------------------------------- | -------------------------------------------------------- | -------------------------------------------------------- | -------------------------------------------------------- | -------------------------------------------------------- |
|                                                          |                                                          |                                                          |                                                          |                                                          |
| Управління                                               | Управління                                               |                                                          | 22,7%                                                    | 22,7%                                                    |
| Бізнес, фінанси та адміністрування                       | Бізнес, фінанси та адміністрування                       |                                                          | 8%                                                       | 8%                                                       |
| Природничі та прикладні науки                            | Природничі та прикладні науки                            |                                                          | 1,1%                                                     | 1,1%                                                     |
| Охорона здоров'я                                         | Охорона здоров'я                                         |                                                          | 5,7%                                                     | 5,7%                                                     |
| Освіта, правозахист, муніципальні та урядові служби      | Освіта, правозахист, муніципальні та урядові служби      |                                                          | 6,8%                                                     | 6,8%                                                     |
| Мистецтво, культура, відпочинок та спорт                 | Мистецтво, культура, відпочинок та спорт                 |                                                          | 1,1%                                                     | 1,1%                                                     |
| Роздрібна торгівля та послуги                            | Роздрібна торгівля та послуги                            |                                                          | 13,1%                                                    | 13,1%                                                    |
| Гуртова торгівля, транспорт та обладнання                | Гуртова торгівля, транспорт та обладнання                |                                                          | 20,5%                                                    | 20,5%                                                    |
| Природні ресурси, сільське господарство                  | Природні ресурси, сільське господарство                  |                                                          | 17%                                                      | 17%                                                      |
| Виробництво                                              | Виробництво                                              |                                                          | 2,8%                                                     | 2,8%                                                     |

## Клімат
Середня річна температура становить 2,8°C, середня максимальна – 23,6°C, а середня мінімальна – -22,8°C. Середня річна кількість опадів – 474 мм.
| Клімат поселення                              | Клімат поселення | Клімат поселення | Клімат поселення | Клімат поселення | Клімат поселення | Клімат поселення | Клімат поселення | Клімат поселення | Клімат поселення | Клімат поселення | Клімат поселення | Клімат поселення | Клімат поселення |
| Показник                                      | Січ.             | Лют.             | Бер.             | Квіт.            | Трав.            | Черв.            | Лип.             | Серп.            | Вер.             | Жовт.            | Лист.            | Груд.            |                  |
| Середній максимум, °C                         | −10,04           | −5,76            | 0,59             | 10,00            | 17,63            | 22,82            | 23,56            | 22,92            | 17,17            | 10,29            | 0,32             | −8,3             |                  |
| Середня температура, °C                       | −16,43           | −12,16           | −5,81            | 3,60             | 11,22            | 16,41            | 18,74            | 18,09            | 12,34            | 5,46             | −4,51            | −13,12           |                  |
| Середній мінімум, °C                          | −22,84           | −18,57           | −12,22           | −2,8             | 4,80             | 10,00            | 13,90            | 13,24            | 7,50             | 0,60             | −9,36            | −18              |                  |
| Норма опадів, мм                              | 23               | 16               | 26               | 27               | 62               | 85               | 66               | 54               | 37               | 30               | 23               | 25               |                  |
| Середньомісячна швидкість вітру, м/с          | 4.30             | 4.30             | 4.40             | 4.58             | 4.70             | 4.14             | 3.60             | 3.70             | 4.10             | 4.32             | 4.20             | 4.20             |                  |
| Середньомісячна сонячна радіація, кДж/м²·день | 4108             | 7500             | 12785            | 17159            | 20293            | 21598            | 22485            | 19076            | 13423            | 8154             | 4378             | 3294             |                  |
| --------------------------------------------- | ---------------- | ---------------- | ---------------- | ---------------- | ---------------- | ---------------- | ---------------- | ---------------- | ---------------- | ---------------- | ---------------- | ---------------- | ---------------- |
| Джерело:                                      |                  |                  |                  |                  |                  |                  |                  |                  |                  |                  |                  |                  |                  |